# 扎利夏 (莫納斯特里斯卡市鎮)
49°0′52″N 25°12′21″E / 49.01444°N 25.20583°E
扎利夏（羅馬化：Zalissia）是烏克蘭的村落，位於該國西部捷爾諾波爾州，由喬爾特基夫區負責管轄，始建於1920年，面積1.92平方公里，2001年人口288，人口密度每平方公里150人。